# Mighty Morphin Power Rangers
Mighty Morphin Power Rangers (bra/prt: Power Rangers) foi uma série de televisão infanto-juvenil de super-heróis norte-americana do gênero Super Sentai, que estreou em 28 de agosto de 1993, no bloco semanal Fox Kids. A série é sobre um grupo de adolescentes que foram escolhidos para proteger o mundo de um grupo de invasores alienígenas; e lhes foram dadas a capacidade de se "transformar" em super-poderosos guerreiros; e de usar robôs gigantes chamados "zords". Ela foi adaptada e utilizada a partir da série de televisão japonesa Zyuranger, que foi a 16ª série Super Sentai da Toei Company. Tanto a série quanto a linha de produtos tornaram-se um grande êxito da noite para o dia, tornando-se um hit da década de 1990 e parte da cultura pop em poucos meses. A série original durou três anos, entre 1993 e 1995, gerando consequentemente o filme Mighty Morphin Power Rangers: The Movie.
A segunda e terceira temporadas da série foram baseadas em imagens e elementos das séries Super Sentais Gosei Sentai Dairanger e Ninja Sentai Kakuranger, respectivamente, embora os costumes de Zyuranger ainda fossem usados para o elenco principal. O robô e o traje do Kiba Ranger (usado pelo Ranger Branco) e o robô formado pelos cinco "zords" foram retidos de Dairanger para a segunda temporada, enquanto apenas o robô de Kakuranger formado pelos cinco "zords" (fora o Shogunzords) foi destaque na terceira temporada. No entanto, os trajes de Kakuranger foram posteriormente utilizados para os personagens-título da minissérie Mighty Morphin Alien Rangers. A série foi produzida pela Power Rangers Productions; distribuída pela Saban Entertainment; e foi ao ar na Fox Kids. A mercadoria do show foi produzida e distribuída pela Bandai Entertainment, chegando a vender $6 bilhões.
Em 1996, a série foi rebatizada como a franquia Power Rangers, renomeando a série todos os anos depois; e usando figurinos, adereços e imagens da subsequente série Super Sentai, bem como alterando a linha de elenco e história. A série teve a participação de Dex, que pode se transformar no Masked Rider, primeiro Kamen Rider adaptado para a versão americana do Kamen Rider Black RX. Sua primeira aparição foi antes dos rangers perderem seus poderes e conhecerem o Ninjor.
Enquanto uma linha de história global continuaria em Power Rangers: Zeo, Power Rangers: Turbo, Power Rangers in Space e Power Rangers: Lost Galaxy (que funcionariam respectivamente como quarta, quinta, sexta e sétima temporadas), as séries subsequentes não seriam continuações ou spin-offs no sentido tradicional. As exceções seriam Power Rangers Dino Thunder, que poderia ser considerado como uma continuação da série clássica original por ter a presença do personagem Tommy Oliver (o Ranger verde) como parte da equipe regular de Rangers da geração daquela série (em algumas das outras séries o personagem só fez participação especiais). Power Rangers: SPD também seria outra exceção, pois na trama desta série, o Ranger verde desta geração, J.J Oliver, é filho de Tommy, o Ranger verde original. Outra série conectada à série clássica original seria Power Rangers: Hyper Force, pois o vilão principal desta série, Thrax, é filho de Rita Repulsa e Lorde Zedd, vilões principais da série clássica.
Em 2010, foi transmitida a reestreia de Mighty Morphin Power Rangers, com um novo logotipo, quadrinhos gráficos e imagem digitalizada com efeitos especiais alternativos extras. Foi transmitida pela ABC Kids. A Bandai produziu novos brinquedos para coincidir com a série.
Um filme inspirado na série pelo estúdio Lionsgate foi lançado em 2017.

## Enredo
Em uma missão ao planeta Marte, dois astronautas encontram uma estranha cápsula encostada no solo do planeta. Eles abrem e libertam a feiticeira espacial do mal Rita Repulsa. Ela não perde tempo e logo ataca o planeta Terra. Para protegê-lo, o ser intergalático Zordon e seu assistente robô Alpha 5 recrutam os adolescentes Jason, Zack, Billy, Trini e Kimberly; e dão os morfadores e as moedas do poder para se tornarem Power Rangers, um grupo de super heróis com arsenal de alta tecnologia e que possuem veículos gigantes de combates chamados zords. Após certa relutância, o grupo aceita a missão de lutar contra Rita e sua horda maligna. Para derrotar os Power Rangers de uma vez por todas, Rita cria o Ranger verde, enfeitiçando o adolescente Tommy; e lhe concede um morfador e uma moeda do poder para eliminar seus inimigos. Mas Jason, o Ranger vermelho e líder da equipe, consegue vencer Tommy em uma luta e quebra o feitiço, convencendo-o a se juntar à equipe. Depois de certo tempo, Tommy começou a perder os poderes; e após entregar sua moeda do poder a Jason, Rita lançou um mega ataque à Terra com o zord de guerra de seu general Goldar, mas acabou sendo derrotada mais uma vez. Logo, Zordon achou um meio de restaurar os poderes de Tommy; e o Ranger verde retorna para ajudar a equipe.

## Lista de Episódios de Mighty Morphin Power Rangers
Lista de episódios de Mighty Morphin Power Rangers

## Produção

### Antecedentes
Em 1980, a Marvel tentou trabalhar com a série Super Sentai do ano anterior, Battle Fever J nos Estados Unidos, aonde Miss América, membro feminina do grupo, seria a personagem principal. Mais tarde, eles tentaram trabalhar com Denshi Sentai Denziman, sem sucesso. Em 1982, Stan Lee tentou trazer a série Super Sentai de 1981, Taiyou Sentai Sun Vulcan para o mercado norte-americano. Ele tentou vender a série para emissoras de televisão, prometendo uma dublagem, ou uma "nova série", cortando os atores japoneses por atores americanos e reutilizando as demais cenas da série japonesa. Em 1986, Haim Saban começou a trabalhar em um projeto chamado Bio-Man, que contava a história de cinco jovens que usam poderes espaciais para combater as forças do ser meio-humano e meio-robô, Zadar. Ele fez um piloto, usando cenas da série Super Sentai, Choudenshi Bioman, para apresentar as emissoras, aonde Jason (nomeado como Victor Lee e interpretado por Mark Dacascos) era um asiático especialista em artes marciais, Zack (Miguel Núñez Jr.) era um "detetive com garra", Kimberly (Rebecca Staples) era descrita como uma "instrutora de aeróbica, às vezes desajeitada, mas sempre inteligente", Billy (Tom Silardi), ao contrário de seus traços de personalidade finais, era um "galã atlético com um corpo de aço" e Trini (Tricia Leigh Fisher) era uma "romancista intelectual e lutadora". No entanto, o piloto não vingou; e caiu no esquecimento.

### Desenvolvimento
Em 1991, Haim Saban tentou trabalhar com Choujin Sentai Jetman no ocidente, série Super Sentai em exibição naquele ano no Japão. No entanto, com medo de que o público norte-americano o confundisse com Gatchaman, e vendo o desinteresse das emissoras, ele desistiu da ideia. No ano seguinte, em uma viagem ao Japão, ele conheceu a série Super Sentai de 1992, Kyōryū Sentai Zyuranger, que interessou bastante a ele, devido ao sucesso do filme cinematográfico Jurassic Park, já que a série japonesa tinha como tema os "Dinossauros". Saban reutilizou o piloto de Bio-Man em um vídeo promocional, renomeado como Galaxy Rangers, usando desta vez cenas de luta de Zyuranger, para apresentar as emissoras de televisão dos Estados Unidos, sem interesse das mesmas. Com a rejeição, Haim Saban resolveu criar um piloto totalmente novo, chamado de Dino Rangers, e apresentar as emissoras novamente. Embora a grande maioria delas tenham se desinteressado, Margaret Loesch, que na época era chefe da Fox Children's Network, se interessou pelo projeto, e pediu um episódio definitivo, embora a Fox Broadcasting Company acredita-se que o projeto poderia trazer danos para o bloco infantil. Depois de sua estreia, no dia 28 de agosto de 1993, o show se tornou um grande sucesso, batendo inclusive o programa de Oprah Winfrey em audiência, também sendo responsável pelo sucesso da Fox Kids, que mais tarde se tornaria um canal de televisão infantil.

## Personagens
| Ranger                      | Alter-ego               | Personalidade | Habilidade civil/profissional                           | Posto      | Classe     | Temporadas | Ator                 |
| --------------------------- | ----------------------- | ------------- | ------------------------------------------------------- | ---------- | ---------- | ---------- | -------------------- |
| Vermelho                    | Jason Lee Scott         | Liderança     | Artista marcial (Carateca)                              | Líder      | Guerreiro  | 1ª e 2ª    | Austin St. John      |
| Preto                       | Zachary "Zack" Taylor   | Entusiasmado  | Dança e Artista marcial (Hip Hop Kido)                  | Co-Comando | Bárbaro    | 1ª e 2ª    | Walter E. Jones      |
| Amarelo                     | Trini Kwan              | Zen           | Ambientalista e Artista marcial (Mantis Kung Fu e Kata) | Normal     | Monge      | 1ª e 2ª    | Thuy Trang           |
| Azul                        | Billy Cranston          | Gênio         | Inventor                                                | Normal     | Lanceiro   | Todas      | David Yost           |
| Rosa                        | Kimberly "Kim" Ann Hart | Patricinha    | Ginástica artística                                     | Normal     | Arqueira   | Todas      | Amy Jo Johnson       |
| Verde                       | Thomas "Tommy" Oliver   | Persistente   | Artes marciais                                          | Normal     | Lutador    | Todas      | Jason David Frank    |
| Branco                      | Thomas "Tommy" Oliver   | Persistente   | Artes marciais                                          | Líder      | Lutador    | Todas      | Jason David Frank    |
| Clones                      |                         |               |                                                         |            |            |            |                      |
| Verde                       | Tommy                   | Maligno       | N/A                                                     | N/A        | N/A        | 2ª         | Jason David Frank    |
| Azul                        | Billy                   | Maligno       | N/A                                                     | N/A        | N/A        | 2ª         | David Yost           |
| Novos Power Rangers         |                         |               |                                                         |            |            |            |                      |
| Vermelho                    | Rocky DeSantos          | Extrovertido  | Artes marciais                                          | Co-Comando | Espadachin | 2ª e 3ª    | Steve Cardenas       |
| Amarelo                     | Aisha Campbell          | Virtuosa      | Protetora dos Animais e Dança Hip Hop                   | Normal     | Ranger     | 2ª e 3ª    | Karan Ashley         |
| Preto                       | Adam Park               | Disciplinado  | Artes marciais (Shaolin Kung Fu)                        | Normal     | Bárbaro    | 2ª e 3ª    | Johnny Yong Bosch    |
| Rosa                        | Katherine "Kat" Hillard | Altruísta     | Cívica, Habilidades arquitetônicas e Saltos ornamentais | Normal     | Atiradora  | 3ª         | Catherine Sutherland |
| Outros                      |                         |               |                                                         |            |            |            |                      |
| Ninjor                      | Ninjor                  | Humorado      | Criador das Moedas do Poder                             | N/A        | N/A        | 3ª         | Kim Strauss          |
| Dark Rangers (de Lord Zedd) |                         |               |                                                         |            |            |            |                      |
| Vermelho                    | Justin                  | Rebeldes      | N/A                                                     | N/A        | N/A        | 2ª         | Patrick Wolf         |
| Preto                       | Zane                    | Rebeldes      | N/A                                                     | N/A        | N/A        | 2ª         | Ogie Banks           |
| Amarelo                     | Tina                    | Rebeldes      | N/A                                                     | N/A        | N/A        | 2ª         | Jhoanna Trias        |
| Azul                        | Bobby                   | Rebeldes      | N/A                                                     | N/A        | N/A        | 2ª         | N/A                  |
| Rosa                        | Kristen                 | Rebeldes      | N/A                                                     | N/A        | N/A        | 2ª         | N/A                  |

### Perfil dos Rangers

#### Jason
Nome Completo: Jason Lee Scott

Aniversário: 17 de Setembro

Posição no Grupo: Líder (Até a segunda temporada) 

Ranger: Ranger Vermelho I 

Zord: Zord Tiranossauro (Primeira Temporada) Zord Dragão Vermelho (Segunda Temporada) 

Informações: Jason era o Líder. Seu talento de arte-marciais o fizeram um ranger muito forte e corajoso, que prova o que um Líder de verdade faria, sempre disposto a ajudar os amigos e nunca desiste de enfrentar os monstros de Rita. Após a saída temporária do Tommy, Jason pegou para si a moeda do poder do Dragonzord onde ele temporariamente usou os poderes do Ranger Verde até a volta do amigo. Na segunda temporada, depois que Tommy se torna o Ranger Branco, Jason é substituído por Rocky. Ele retornará na temporada Zeo onde ele se tornará temporariamente o Ranger Dourado. Durante a série, Jason, não muito secretamente, possui um leve interesse amoroso por Kimberly, ainda assim, não entra numa disputa por ela com Tommy, apesar da rivalidade deles em alguns momentos(sobretudo durante os treinos nas lutas, sendo que neste e em outros momentos, a rivalidade dos dois costuma ser amigável e vivem tentando motivar um ao outro).

#### Zack
Nome Completo: Zachary "Zack" Taylor

Aniversário: 30 de Novembro

Posição no Grupo: Segundo no Comando (Antes do Ranger Verde ser introduzido), Lutador

Ranger: Ranger Preto I 

Zord: Zord Mastondonte (Primeira Temporada) Zord Leão (Segunda Temporada) 

Informações: Zack é um sujeito bem tranquilo e amigável, admirador da cultura afro e um ótimo dançarino, que costuma ser legal com as garotas, especialmente as suas colegas de equipe Trini e Kimberly, sendo apaixonado por Angela, uma garota que inicialmente vive o rejeitando, mas eventualmente acaba correspondendo ao seu interesse amoroso. Na segunda temporada, Zack é substituído por Adam.

#### Billy
Nome Completo: William "Billy" Cranston

Aniversário: 7 de Janeiro

Posição no Grupo: Gênio

Ranger: Ranger Azul 

Zord: Zord Triceratops (Primeira Temporada) Zord Unicórnio (Segunda Temporada) e Zord Lobo (Terceira Temporada)

Informações: Billy é o mais inteligente e brilhante da equipe, a princípio, ele costumava ser um nerd tímido e atrapalhado, mas conforme o passar das temporadas, ele foi ficando mais confiante e forte, sendo de grande ajuda para os seus amigos. Na segunda temporada, ele decidiu treinar mais o seu físico para poder acompanhar os seus companheiros e na terceira, ele passa a usar lentes de contacto. Se dá muito bem com a Kimberly e foi o único ranger que apareceu em todos os episódios, sem jamais ser substituído.

#### Trini
Nome Completo: Trini Kwan 

Aniversário: 14 de Dezembro 

Posição no Grupo: Normal 

Ranger: Ranger Amarela I 

Zord: Zord Tigre Dente de Sabre (Primeira Temporada) Zord Grifo (Segunda Temporada) 

Informações: Trini é uma excelente lutadora, costuma sempre raciocinar no combate para poder ajudar seus companheiros. A sua melhor amiga é a Kimberly já que as duas lutam bem juntas. Em alguns momentos, é sugerido que tenha algum interesse amoroso em Billy, apesar de a série não se aprofundar nisso, inclusive porque durante a segunda temporada, ela se interessa por Ritchie, um novo aluno do ginásio que trabalha como garçom na lanchonete de Ernie. Descendente dos asiáticos, Trini costuma sempre ser flexível e equilibrada. Na segunda temporada é substituída por Aisha.

#### Kimberly
Nome Completo: Kimberly "Kim" Ann Hart

Aniversário: 6 de Outubro

Posição no Grupo: Ginasta

Ranger: Ranger Rosa I

Zord: Zord Pterodactlo (Primeira Temporada), Zord Águia (Segunda Temporada) e Zord Garça (Terceira Temporada) 

Informações: Kimberly é uma grande ginasta olímpica, e na equipe ela é a mais charmosa e feminina do grupo. Aparenta ser uma patricinha fútil no começo, mas no fundo é uma garota muito doce e sensível que gosta muito dos seus amigos. Seus pais são divorciados, e ela fica triste com isso. É apaixonada pelo Tommy durante as temporadas, até ela ser substituída por Katherine na terceira temporada.

#### Tommy
Nome Completo: Thomas "Tommy" Oliver

Aniversário: 4 de Setembro

Posição no Grupo: Segundo no Comando, Lutador (Como Ranger Verde) e Líder (e Promovido por Zordon no episódio Luz Branca parte ll)

Ranger: Ranger Verde (Primeira até a Segunda Temporada) e Ranger Branco (Segunda até a Terceira Temporada)

Zord: Dragonzord (Primeira Temporada), Tigerzord (Segunda Temporada) e Falconzord (Terceira Temporada)

Informações: Tommy foi enfeitiçado por Rita para se tornar o Ranger Verde do mal, mas após ter sido derrotado pelo Jason, Tommy se liberta do feitiço e se unem aos seus amigos. Porem seus poderes estavam começando a enfraquecer por causa da vela verde, e a melhor maneira de estar a salvo, é ele transferir a sua moeda de Dragonzord para o seu amigo Jason. Depois de um tempo, Tommy voltou a ativa como Ranger Verde, só que seus poderes eram temporários e na segunda temporada, Tommy perde definitivamente o seus poderes de Ranger Verde, mas Zordon o presenteou com um novo poder do Tigerzord, se tornando o Ranger Branco e lider da equipe. É apaixonado pela Kimberly desde a primeira temporada. Tommy continuou aparecendo em outras temporadas, como o Ranger Zeo Vermelho de Power Rangers Zeo, Ranger Turbo Vermelho de Power Rangers Turbo e Ranger Dino Preto de Power Rangers Dino Trovão.

#### Tom
Nome Completo: Thomas "Tommy ou Tom" Oliver

Posição no Grupo: Clone do Tommy 

Ranger: Ranger Verde II 

Zord:
Informações: Durante uma batalha, Tommy teve uma mecha de seu cabelo cortada e roubada, para que dela, Rita clonasse Tommy e recriasse o Ranger Verde maligno. Tom, o clone perfeito de Tommy e o novo Ranger Verde, foi criado e encantado pelo Feiticeiro da Decepção, um mago servo da Rita. Mais tarde com a derrota do Feiticeiro da Decepção, Tom se une mas não permanentemente aos rangers.

#### Rocky
Nome Completo: Rocky DeSantos 

Posição no Grupo: Segundo no Comando, Lutador

Ranger: Ranger Vermelho da segunda temporada depois da saída de Jason 

Zord: Zord Dragão Vermelho (Segunda Temporada) e Zord Macaco (Terceira Temporada) 

Informações: Rocky foi introduzido na segunda temporada para substituir Jason como o Ranger Vermelho. Bastante ágil e atlético, costuma ser o humorista da equipe, já que está sempre de bom humor. Na temporada Zeo, ele se torna o Ranger Zeo Azul.

#### Adam
Nome Completo: Adam Park

Posição no Grupo: Lutador

Ranger: Ranger Preto II

Zord: Zord Leão (Segunda Temporada) e Zord Sapo (Terceira Temporada) 

Informações: Adam foi introduzido na segunda temporada para substituir Zack como Ranger Preto. Muito quieto e tranquilo, acredita que as ações valem mais do que as palavras, levando a sério a sua missão como Ranger Preto. Na temporada Zeo, ele se torna o Ranger Zeo Verde e mais tarde o Ranger Turbo Verde na temporada Turbo.

#### Aisha
Nome Completo: Aisha Campbell

Posição no Grupo: Cantora

Ranger: Ranger Amarela II

Zord: Zord Grifo (Segunda Temporada) e Zord Urso (Terceira Temporada) 

Informações: Aisha foi introduzida na segunda temporada para substituir Trini como Ranger Amarela. Bastante corajosa e impulsiva, está sempre pronta para os desafios que vierem pela frente. Na temporada Zeo, ela da o seu lugar de ranger amarela para Tanya que se torna a Ranger Zeo Amarela.

#### Katherine
Nome Completo: Katherine "Kat" Hillard 

Posição no Grupo: Nadadora

Ranger: Ranger Rosa II

Zord: Zord Garça (Terceira Temporada) 

Informações: Katherine foi introduzida na terceira temporada, onde ela sofre uma lavagem cerebral e se torna inimiga dos Power Rangers, onde ela rouba a moeda de poder da Kimberly, mas depois, Katherine volta ao normal, com a ajuda do Tommy, o Ranger Branco. Depois disso, Katherine se torna amiga dos Rangers, e Kimberly a escolhe pra sucede-la até o fim da terceira temporada. Na temporada Zeo, ela se torna a Ranger Zeo Rosa e na temporada Turbo, vira a Ranger Turbo Rosa.

### Aliados
- Zordon (David Fielding/Robert L. Manahan) é o mago que há 10 mil anos prendeu Rita Repulsa na Lua, e deu poderes aos Power Rangers para combatê-la.

- Alpha 5, o robô atrapalhado companheiro de Zordon no Centro de Comando. Frequentemente entra em pânico, soltando sempre seu comum botão "Aye! Aye! Aye! Aye! Aye!".

- Farkus "Bulk" Bulkmeier (Paul Schrier) e Eugene "Skull" Skullovitch (Jason Narvy), dois atrapalhados da Alameda dos Anjos que estudam na mesma classe que os Power Rangers. Bulk é o gordo esperto da dupla e o Skull é o magrelo totalmente tapado e sem noção que costuma repetir tudo o que o Bulk diz só pra puxar o saco dele, além de viver paquerando Kimberly(sobretudo durante a primeira temporada), obviamente sem ser correspondido(ela apenas o corresponde temporariamente em episódios em que sofre lavagem cerebral e age como uma rebelde, com comportamento supostamente equivalente á dupla de arruaceiros). Agem como tramoias e sacanas na primeira temporada, sempre tentando ridicularizar os Rangers(sem obviamente saber que seus colegas são os tais heróis) e até fazendo um suposto bullying com eles e outros jovens(sempre falhando no processo e sendo alvo das risadas destes e de outras pessoas). Na segunda ficam mais amigos dos Rangers, mas sempre querendo descobrir a identidade secreta deles (coisa em que sempre falham, além de nem sequer desconfiarem que os Rangers são seus próprios colegas). Na terceira temporada, desistem de tanto procurar os heróis e resolvem ser policiais! Servem de alívio cômico e são personagens fixos até Power Rangers no Espaço (com Bulk sozinho também aparecendo em Galáxia Perdida e Samurai - nesse último, o filho de Skull aparece.) Dublados por Ettore Zuim/Guilherme Briggs (Bulk) e Paulo Vignolo (Skull).

- Ernie É o dono de uma lanchonete anexa a uma academia, que fica ao lado da escola dos Rangers e é bastante frequentada por estes e outros jovens. Costuma ser legal com os Rangers, apesar de não saber das identidades dele. Uma vez ele se espantou quando o Jason disse que os Rangers podem ser extraterrestres, um fato que só poderia ocorrer no final da terceira temporada na saga chamada "Mighty Morphin Alien Rangers".

- Sr. Caplan Diretor do Ginásio de Alameda dos Anjos. Um homem alto, bigodudo e calvo que usa uma peruca, a qual acaba escapando devido a ser vítima das tramóias de Bulk e Skull, quando estes tentam aprontar com os Rangers(no caso, com Jason, Zack, Billy, Trini, Kimberly e Tommy em sua forma normal) e acabam falhando. Apesar de ser um tanto sério e rígido, é um bom amigo dos Rangers.

- Senhorita Appleby Professora do Ginásio de Alameda dos Anjos. Costuma ser vítima das trapalhadas de Bulk e Skull, a quem sempre coloca na detenção.

- Sr. Wilbur Wilton Professor de Ciências do Ginásio de Alameda dos Anjos. Billy é seu aluno mais chegado.

- Angela Interesse amoroso de Zack, a quem inicialmente vive esnobando e rejeitando, mas depois passa a aceitar seus convites para sair e os dois tem alguns encontros românticos, apesar de ela também ser vítima dos vilões da série, cabendo a Zack e seus amigos a salvarem sem que ela descubra suas identidades. Aparece somente na primeira temporada.

- Curtis Taylor Primo de Zack, de quem é bastante próximo(se tornando amigo também dos demais Rangers), Curtis é trompetista em uma banda de jazz que eventualmente se apresenta no ginásio(sobretudo na lanchonete do Ernie). Aparece no início da segunda temporada, mas deixa a série com a saída de seu primo Zack e a mudança de formação dos Rangers.

- Ritchie Um aluno novo que estreia na segunda temporada e logo consegue um emprego de garçom na lanchonete de Ernie. Amigo dos Rangers, é alvo do interesse amoroso de Trini e grande amigo de Curtis. Assim como ele, Ritchie também sai da série com a saída de Trini e a mudança de formação do grupo dos Rangers.

- Ninjor, um extraterrestre que deu os poderes Ninja aos Rangers. Ele é o grande criador das moedas do poder. Foi também quem entregou os Ninjas Zords para os rangers e os ajudam na luta a partir do episódio "A busca Ninja parte 4". Ele lembra muito o Cavaleiro Sentinela de Power Rangers Operation Overdrive pelo fato de possuir um corpo inorgânico já que na sua forma gigante pode se tornar um Zord.

- Dex, Ele é neto do Rei Lexian. Dex é originário do planeta caído de Edenoi. Na família real de Edenoi, os poderes do Masked Rider são transmitidos de geração em geração. No início da 3ª temporada ele enfrenta os rangers pensando ser os vilões, mas percebe que são os mocinhos e luta contra o bando de Lord Zedd e Rita Repulsa. Ele depois recebe a missão de ir para a Terra para confrontar seu tio Conde Dregon depois de receber os seus poderes de Masked Rider, como também ganharia série.

- Tenente Stone (Gregg Bullock), um policial amigo da 3ª temporada.

### Vilões

#### Todas as temporadas
- Rita Repulsa: É a principal vilã da série, uma feiticeira que vem enfrentando Zordon a mais de 10 milênios, sempre com o mesmo objetivo: dominar o universo. Após ser libertada de sua prisão lá em Marte, onde Zordon deixou por 10 mil anos, tenta conquistar a Terra com seu grupo. Usava um telescópio especial, chamado Repulsascópio, para observar a Terra e sempre que podia tramava mais um plano com fatos que aconteciam na vida de civis dos Rangers. Rita não tem nenhuma sorte entretanto, sendo derrotada pelos Rangers sempre. No 1º capítulo da 2ª temporada, é revelado que Rita não era a verdadeira líder de sua quadrilha de vilões. Este, na verdade, era Lord Zedd, que entregou a ela a regência sobre seus súditos há muitos milênios, mas que agora estava voltando para reassumir o poder pessoalmente. Quando Lord Zedd chega, descontente com o trabalho de Rita, ele a prende em outra lixeira e a lança no espaço. Ela retornou pouco tempo depois, e com a ajuda de Finster, usou uma poção para se tornar mais bonita e enfeitiçou Zedd para se casar com ela. Sempre discutia com o marido, mas no fundo se amavam. Em Power Rangers: Zeo (que seria a 4ª temporada da série clássica) o casal deixou de ser os vilões principais e são substituídos pelo Império das Máquinas. Rita e Zedd foram forçados a fugir para viver em refúgio com Master Vile após a chegada do Império das Máquinas. No entanto, o casal, junto com os outros vilões, voltou à lua em um trailer e durante a última parte de Zeo, Rita e Zedd tentaram frustrar os planos do Império das Máquinas e até ajudaram os Rangers a impedir que o Império das Máquinas reivindicasse a Terra. Em Power Rangers no Espaço (que seria a 6ª temporada da série clássica), Rita e Zedd juntaram-se à aliança de vilões liderados por Dark Spectre, e ajudaram no esquema de Dark Spectre para derrotar tudo de bom no universo. No primeiro episódio, Rita compete com sua rival Divatox pela tarefa de perseguir Andros, o Ranger Vermelho que se infiltrou no encontro de vilões. Durante o ataque final de Dark Spectre, Zedd e Rita foram designados para enfrentar o Ranger Dourado e conquistar Triforia. Durante o confronto final em "Countdown to Destruction, Part 2", quando Zordon sacrificou sua própria vida, Rita foi transformada em um ser humano normal, que rapidamente expressou alegria por Lord Zedd também ter sido transformado. Eles foram vistos dançando alegremente, enquanto o perplexo Ranger Dourado assistia com alívio. Mais tarde, em Power Rangers: Mystic Force, Rita faz uma participação especial nos dois capítulos finais como a Mãe Mística, imperatriz de toda magia boa. Em Power Rangers: Operation Overdrive no episódio especial do 15º aniversário, Once A Ranger, o filho até então desconhecido de Zedd e Rita, Thrax, confrontou os Rangers. Quando os Rangers desta geração mencionam a mudança de lealdade de Rita, Thrax zomba da decisão de sua mãe de abraçar o bem. Sua arma era um enorme cetro mágico que usava para fazer feitiços e fazer seus monstros crescerem. Interpretada por Machiko Soga (na 1ª temporada e em parte da segunda) e Carla Pérez que entrou da 3ª em diante, e dublada por Maria da Penha. (N° de Aparições na Temporada: 115 episódios)
- Goldar: Era o maior guerreiro de Rita e general de Zedd. Ele se revela também o mais traiçoeiro dos membros da quadrilha, já que demonstrava uma fidelidade absoluta a Rita quando Zedd estava fora, mas assim que seu antigo senhor retornou, Goldar foi o que se voltou mais abertamente contra sua regente e tentou queimar a imagem dela junto a Zedd. Com a aparência de um macaco alado, Goldar frequentemente acompanha os monstros enviados para Alameda dos Anjos pela antiga mestra. No retorno de Lord Zedd, recuperou suas asas, que haviam desaparecido sem explicação. Ele tem um sobrinho chamado Mordant, que só aparece no longa Power Rangers: O Filme. Goldar foi destruído pela onda da energia de Zordon em Power Rangers no Espaço. Sua arma era uma espada que sempre estava com ele. (N° de Aparições na Temporada: 155 episódios)
- Squatt e Baboo: Eles são uma espécie de bobos da corte de Rita e Zedd. Squatt foi destruído pela onda da energia de Zordon em Power Rangers no Espaço, mas não se sabe o destino de Baboo (embora deva ter sido o mesmo). Não possuíam armas e geralmente só apareciam rapidamente em cada capítulo. Dublados por Jorge Rosas (Squatt) e Gutemberg Barros (Baboo). (N° de Aparições na Temporada: 155 episódios)
- Finster: Era um mago/cientista e o empregado de maior confiança de Rita. Criador dos Patrulheiros de massa (Os soldados originais) e dos monstros que iam para a Terra. Finster foi supostamente destruído pela onda da energia de Zordon em Power Rangers no Espaço. Não possuía armas nem participava das lutas, mas usava uma estranha máquina para trazer seus monstros de massa à vida. (N° de Aparições na Temporada: 115 episódios)

#### 1ª Temporada
- Scorpina: Scorpina aparece nas duas primeiras temporadas da série. Era uma guerreira fatal meio mulher, meio escorpião que começou a lutar ao lado de Rita na mesma época do Ranger verde do mal. Entre os súditos de Rita, ela foi a que apareceu menos na história, apesar disso ela era a guerreira que mais trabalho dava aos Rangers, toda vez que aparecia eles não tinham a menor chance contra ela, as armas eram inúteis e na maioria das vezes era necessário utilizar o Megazord pra lutar de igual pra igual com ela. Tinha uma "quedinha" por Goldar e sempre que podia, estava ao lado dele. Quando se tornava gigante se transformava em um escorpião monstruoso. Basicamente nada é revelado sobre a origem de Scorpina, embora um capítulo a mostre, numa cena de flashback, sendo presa junto com Rita e os demais membros da quadrilha na cápsula onde estavam presos no início. Apesar de estar presente no palácio de Rita quando Zedd a substituiu, só voltou a aparecer na série quando Adam, Rocky e Aisha entraram na equipe. Scorpina nunca mais foi vista nem mencionada depois deste episódio. A maioria dos fãs do seriado supõem que ela foi destruída pela onda de energia de Zordon. E embora isso não apareça, realmente explicaria o desaparecimento da personagem. Sua arma era um bumerangue, dublada por Vera Miranda. (Nº de Aparições na Temporada: 43 episódios)
- Bonecos de Massa (Patrulheiros de Massa): Eles aparecem em toda a primeira temporada. São os guerreiros feitos da argila, criados para ajudar os monstros de Rita nas lutas contra os Rangers e falavam "agluglu". Os patrulheiros de massa eram conhecidos pelos Rangers como "bonecos" e não faziam nada mais do que atrasá-los. Usando uma argila mais poderosa, Finster criou os super patrulheiros, que eram significativamente mais duros de derrotar. (N° de Aparições na Temporada: 60 episódios)
- Lokar: Lokar aparece somente na 1ª Temporada, é um feiticeiro com uma cabeça flutuante que ajudou Rita a derrotar os Rangers e que ajudou a mandar os Rangers pra Ilha das Ilusões, mas os Rangers quase a derrotam. Depois, quando Goldar atacava à Terra com o seu Zord Ciclope, Rita a ressuscita e Lokar é derrotado por Ultrazord. (N° de Aparições na Temporada: 4 episódios)
- Ciclope: Aparece somente na 1ª Temporada. Quando Rita lançou um mega ataque na Terra, Goldar pilota o seu Zord Cíclope pra atacar os Rangers com o Megazord, mas Alpha 5 descobre o ponto indicado em Ciclope que é destruído por Ultrazord. (N° de Aparições na Temporada: 2 episódios)
- Monstros de Rita: São criados a partir de esculturas de argila feitas por Finster e colocados na Monstermatic e criam vidas. São baseados em seres da mitologia europeia e alguns em animais (os 15 exclusivos da versão americana). Para ficarem gigantes, Rita lança seu cetro na Terra.

#### 2ª Temporada
- Lord Zedd: Ele aparece na segunda e terceira temporadas. Zedd é um supervilão extraterrestre. Descontente no desempenho de Rita em tentar conquistar a terra, Zedd veio à Lua para tentar fazê-lo. Livrando-se da Rita, ele assumiu o controle do palácio, mudando seu exterior e sua sala principal, dando espaço para seu trono. Zedd nunca conseguiu fazer muito mais coisas que Rita, sendo então sempre mal sucedido em seus planos. Rita encontrou sua maneira de retornar à Lua, e colocou Zedd sob um feitiço de amor. Os dois se casaram, e mesmo assim continuaram a falhar em seu objetivo de dominação do mundo. Zedd foi se tornando bom, e recebeu forma humana com a onda da energia de Zordon em Power Rangers no Espaço. O seriado não explica o que aconteceu com ele depois disso. Sua maior arma era um cetro mágico como da Rita, mas com a forma de um "Z" na ponta, na verdade ele era uma serpente transformada. Zedd usava o cetro para criar seus monstros, e unindo-o com o de Rita, fazia-os crescer. Mais tarde é revelado que Zedd teve um filho com Rita chamado Thrax. Interpretado por Ed Neil. (N° de Aparições na Temporada: 85 episódios)
- Patrulheiros Z: Os novos bonecos estrearam na 2ª Temporada. São criações de Lord Zedd, trazidas com eles pra Terra, já que eram mais poderosos do que os patrulheiros precedentes, mas tinham um detalhe que os tornava um alvo mais fácil que seu antecessor: Um círculo marcado com "Z" no peito, que era sua fonte de energia, entretanto, seu ponto fraco. (N° de Aparições na Temporada: 52 episódios)
- Serpentera: É um zord de guerra do Lord Zedd. Raramente usada pois era difícil de abastecer por causa de seu tamanho. Era pilotada por Goldar e por Zedd. Serpentera foi deixada enterrada na Lua, não utilizada por anos até Venjix e seus generais desenterrarem. Equipada com um reator do neo-plutônio, pensavam em usa-la para destruir a Terra e se vingar dos Zeo Rangers por destruir Mondo e o Império Máquina. Foi destruída por Cole, Ranger vermelho da força Animal, usando a Moto Força Animal no especial "Eternamente vermelho". (N° de Aparições na Temporada: 5 episódios)
- Monstros de Zedd: São monstros baseados em animais, plantas ou objetos. Segundo os rangers, ele são mais fortes do que os de Rita. Para fazer os monstros crescerem, Zedd lança uma bomba sobre eles.

#### 3ª Temporada
- Rito Revolto: Ele aparece na 3ª temporada. Ele veio fazer uma visita à sua irmã, Rita, mas acabou ficando na quadrilha e ganhando um posto de liderança igual ao de Goldar. Um idiota bobalhão que não poderia fazer qualquer coisa direito. Seu único grande ato foi destruir os Thunderzords. Rito é uma constante dor de cabeça à Zedd, especialmente quando o chama de "Ed". Trouxe a ele e a Rita os Guerreiros Tengas e um Monstro Vampiro como um presente do casamento. Seu paradeiro em Power Rangers no Espaço era desconhecido, mas supostamente ele também foi destruído pela Onda de Energia de Zordon. (N° de Aparições na Temporada: 40 episódios)
- Dom Ritão: Ele estreou na 3ª temporada. Ele é o pai de Rita Repulsa e Rito Revolto. Foi fazer uma visita aos dois trazendo com ele um alimento especial que realçou os poderes dos Guerreiros Tenga. Criou também Globbor, uma energia que fez os poderes de Ninjor falharem, e que quase derrotou os Power Rangers. Dom Ritão ganhou também a possessão do cristal Zeo, que perdeu quando os Power Rangers invadiram os zords, que eram mantidos escondidos após Globbor ter os incapacitado. Como último recurso, criou um feitiço maligno que fez a Terra girar ao contrário, transformando a humanidade em crianças. Também hospedou a filha e o genro quando eles foram desalojados pelo Império das Máquinas. Foi visto pela última vez quando o Espectro Negro reuniu os vilões do Universo no primeiro episódio de Power Rangers No Espaço. (N° de Aparições na Temporada: 7 episódios)
- Guerreiros Tenga: Aparecem na 3ª Temporada e no primeiro filme, uma espécie de corvos humanoides que tinham a mesma função que os antigos patrulheiros: Lutar contra os Rangers. Os Tengas podem voar distâncias longas, e são muito fortes. Quando Dom Ritão veio à Lua, trouxe um alimento especial que realçou a força e resistência dos Tengas. Somente com as Armaduras metálicas, os Rangers podiam derrotar estes Tengas melhorados. (N° de Aparições na Temporada: 40 episódios)
- Hydro Suíno: Aparece na 3ª Temporada. Ele é o arqui-inimigo dos Alien Rangers. Lord Zedd chamou-o à terra para ajudar ele e Rita a derrotar os Alien Rangers drenando a fonte de água da Terra com seu poder da evaporação. Hydro Suíno foi destruído pelos Alien Rangers. (N° de Aparições na Temporada: 3 episódios)
- Monstros de Zedd e Rita: São baseados em animais, ou seres mágicos, criados por Zedd, Rita e Finster. Zedd e Rita cruzam seus cetros para fazerem os monstros tornarem-se gigantes.

## Arsenal
- Metamorfoses do Poder (Morfadores): São os aparelhos que transformam os adolescentes em Rangers. Uma alusão ao termo japonês "Henshin", que significa transformação, usado quando os Super Sentai se transformam.
- Moedas Do Poder: São as fontes de poder dos morfadores. Sem elas, eles são praticamente inúteis. Existem ao todo 13 moedas do poder - As 6 originais com o poder dos Dinossauros, as 6 Moedas com o poder ninja e a que possui o poder do Tigrezord Branco. Com exceção da Moeda do Tigrezord, todas foram criadas por Ninjor.
- Comunicador de Pulso: Dispositivo criado por Billy e melhorado por Alpha 5. Isso permite que os Rangers se comunicam entre si e com Zordon. Também servia para que os Rangers se teletransportassem sem estarem morfados em Power Rangers.
- Detonadores Laser: A arma padrão dos 5 Rangers originais tinha um modo pistola e uma modo adaga.
- Adaga Dragão: Arma do Ranger Verde. Pode ser tocada como flauta pra invocar o Dragonzord.
- Escudo Dragão: Uma armadura usada pelo Ranger Verde, é uma grande proteção e é composto pela parte peitoral e os braceletes. O Ranger Verde pode repassar essa armadura para outros Rangers. No tempo em que o Ranger Verde ficou fora da equipe, o Ranger Vermelho podia invocar os poderes do Ranger Verde, entre eles, o Escudo Dragão. Até agora, os únicos Rangers que usaram o Escudo Dragão, fora o Tommy, foram Jason o Ranger Vermelho e Zack o Ranger Preto além de Tom que é o segundo Ranger Verde.
- Armas do Poder: Cada Ranger possuía uma Arma do poder pessoal: Machado do Poder (Ranger Preto), Arco do Poder (Ranger Rosa), Adagas do Poder (Ranger Amarela) Lança do Poder (Ranger Azul) e a Espada do Poder (Ranger Vermelho). Unidas formam o Detonador do Poder, que destroem qualquer monstro dos vilões (Se Rita ou Zedd não fizerem o monstro crescer antes disso).
- Saba: Saba é o sabre falante do Ranger Branco. É com ele que Tommy invoca o Tigrezord.
- Canhão do Poder: Criado por Zordon, o canhão do poder é usado em algumas situações de emergência caso os Rangers estejam separados. Diferente do Detonador do Poder, ele era uma única arma, e não a união de 5 armas.

## Lugares
- Alameda dos Anjos, a cidade onde os adolescentes moram. Na cidade, há o Ginásio da Alameda dos Anjos, onde eles estudam, e o Centro da Juventude onde se encontra o Bar do Ernie, onde passam o tempo livre.
- Centro de comando, o centro de operações dos Rangers, que ficava localizado no deserto. Foi convertido mais tarde, na câmara do poder, e destruído por Divatox em Power Rangers Turbo.
- Palácio da Lua, Rita e seus subordinados moram no Palácio da Lua, que pertence a Lord Zedd. Eles acabaram sendo expulsos pelo Império Máquina. O palácio continua na lua, vazio.

## Ômega Rangers
Nos quadrinhos da BOOM Studios, que são canônicos, é revelado que o trio (Jason, Zack e Trini) na verdade não foram para Conferência de Paz e sim, para fazer missões no espaço e com isso, acabam adquirindo novos poderes Ômegas.
| Personagem | Personagem | Personagem | Personagem | Personagem | Denominação    | Poder |
| 1ª         | 2ª         | 3ª         | 4ª         | 5ª         |                |       |
| ---------- | ---------- | ---------- | ---------- | ---------- | -------------- | ----- |
| Bledso     | Bledso     | Jason      | Jason      | Trini      | Ômega Vermelho | Fogo  |
| The Puram  | The Puram  | Trini      | Trini      | Kevor Vrin | Ômega Amarelo  | Terra |
| Apophee    | Apophee    | Zack       | Zack       | Zack       | Ômega Preto    | Ar    |
| Haza       | Sem Nome   | Kya        | Yale       | Yale       | Ômega Azul     | Água  |
| Spa´ark    |            |            |            |            | Ômega Dourado  | Sol   |

## Zords

### 1ª Temporada (Dinozords)
Quando os Monstros de Rita aumentam de tamanho a única esperança dos Rangers são os DinoZords. Falando "Precisamos do Poder DinoZord agora", eles chamam os DinoZords para começar o combate.
| Megazord                           | Zords |
| ---------------------------------- | --- |
| Megazord                           | Tiranossauro Dino Zord, Mastodonte Dino Zord, Tricerátops Dino Zord, Tigre-Dentes-De-Sabre Dino Zord e Pterodáctilo Dino Zord                       |
| Mega Dragão Zord - Modo de Combate | Dragão Zord, Tigre-Dente-De-Sabre Dino Zord, Mastodonte Dino Zord e Tricerátops Dino Zord                                                           |
| Mega Dragão Zord                   | Tiranossauro Dino Zord, Mastodonte Dino Zord, Tricerátops Dino Zord, Tigre-Dentes-De-Sabre Dino Zord, Pterodáctilo Dino Zord e Dragão Zord          |
| Ultra Zord                         | Tiranossauro Dino Zord, Mastodonte Dino Zord, Tricerátops Dino Zord, Tigre-Dentes-De-Sabre Dino Zord, Pterodáctilo Dino Zord, Dragão Zord e Titanus |
| Thunder Megazord                   | Dragão Vermelho Thunder Zord, Leão Negro Thunder Zord, Unicórnio Thunder Zord, Grifo Thunder Zord e Águia Thunder Zord                              |
| Tigre Zord - Modo Combatente       | Tigre Zord |
| Mega Tigre Zord                    | Tigre Zord, Leão Negro Thunder Zord, Unicórnio Thunder Zord, Grifo Thunder Zord e Águia Thunder Zord                                                |
| Thunder Ultra Zord                 | Dragão Vermelho Thunder Zord, Leão Negro Thunder Zord, Unicórnio Thunder Zord, Grifo Thunder Zord, Águia Thunder Zord, Tigre Zord e Tor             |
| Ninja Megazord                     | Macaco Ninja Zord, Sapo Ninja Zord, Lobo Ninja Zord, Urso Ninja Zord e Garça Ninja Zord                                                             |
| Ninja Megazord - Modo Falcão       | Macaco Ninja Zord, Sapo Ninja Zord, Lobo Ninja Zord, Urso Ninja Zord, Garça Ninja Zord e Falcão Ninja Zord                                          |
| Ninja Ultra Zord                   | Macaco Ninja Zord, Sapo Ninja Zord, Lobo Ninja Zord, Urso Ninja Zord, Garça Ninja Zord, Falcão Ninja Zord e Titanus                                 |
| Shogun Megazord                    | Shogun Zord Vermelho, Shogun Zord Preto, Shogun Zord Azul, Shogun Zord Amarelo e Shogun Zord Branco                                                 |
| Shogun Megazord - Modo Falcão      | Shogun Zord Vermelho, Shogun Zord Preto, Shogun Zord Azul, Shogun Zord Amarelo, Shogun Zord Branco e Falcão Ninja Zord                              |
| Shogun Ultra Zord                  | Shogun Zord Vermelho, Shogun Zord Preto, Shogun Zord Azul, Shogun Zord Amarelo, Shogun Zord Branco e Titanus                                        |

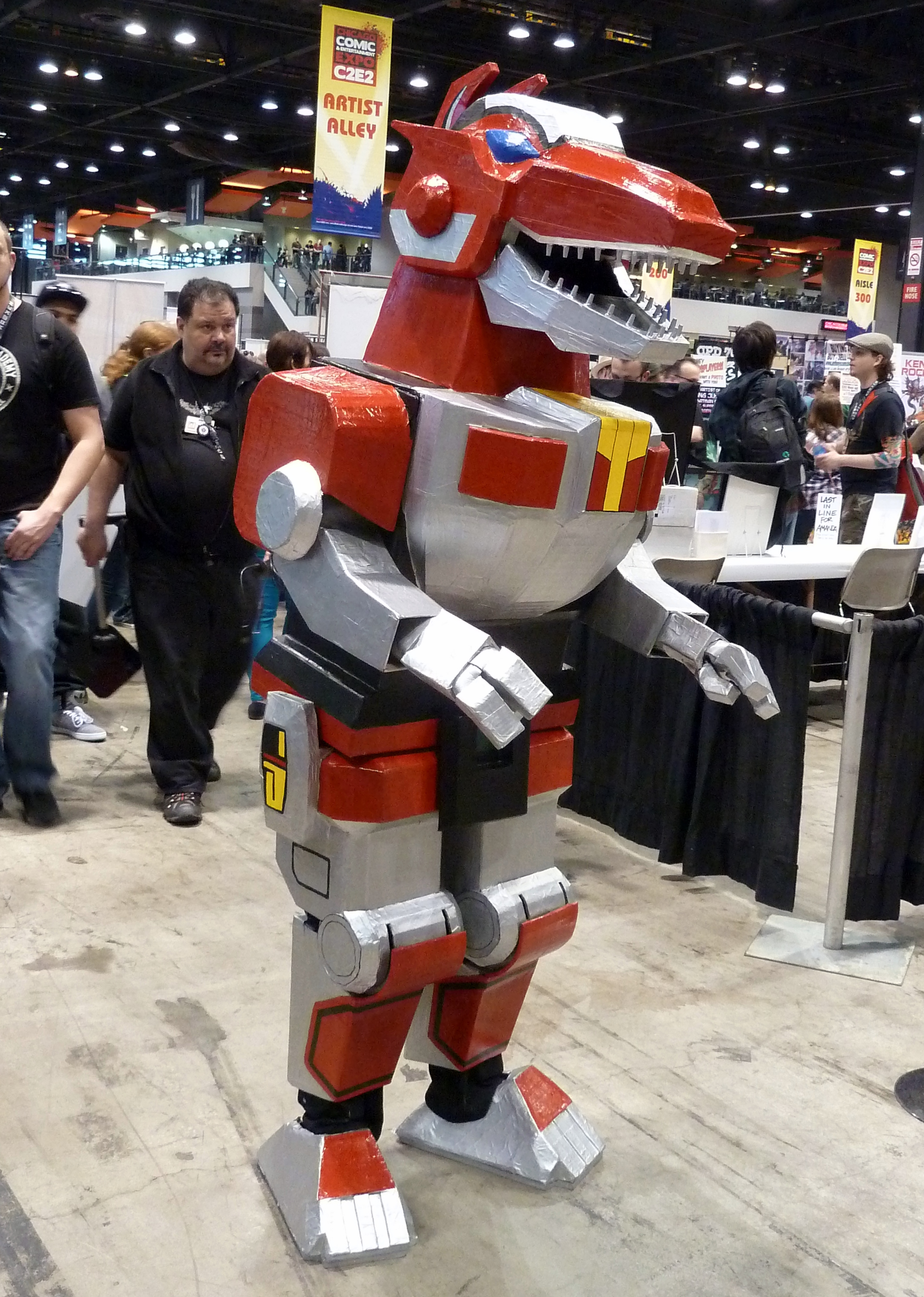
Cosplay do Tiranossauro Dino Zord da personagem na Chicago Comic & Entertainment Expo (C2E2) 2013

- Tiranossauro Dino Zord: Esse, com certeza, é o mais poderoso dos DinoZords. Pilotado por Jason, ele sai debaixo da Terra quando é chamado e tem diversas habilidades. Podia criar um poderoso furacão quando soprava uma grande quantidade de ar. Foi o primeiro DinoZord a ser utilizado e o único que não foi congelado por Lord Zedd. No Megazord, ele formava a cintura e a cabeça. Depois foi transformado no Dragão Rex ThunderZord.
- Mastodonte Dino Zord: O Mastodonte é o mais pesado dos DinoZords. Pilotado por Zack, ele vem direto do Alasca quando é chamado. Esse Dino Zord é o mais resistente de todos e foi por isso que Zordon escolheu colocá-lo no Alasca. Usando suas narinas pode congelar o inimigo. No Megazord ele formava as mãos. Depois foi transformado no Leão Negro ThunderZord.
- Triceratops Dino Zord: Esse é o mais veloz de todos os DinoZords. Pilotado por Billy, ele sempre teve seus melhoramentos e foi muito cuidado por Billy, e vem do deserto Saara. É o mais largo e habilidoso dos DinoZords. Contém, em seu interior, duas cordas muito resistentes que podem fazer diversas coisas com o inimigo. No Megazord formava a perna esquerda. Depois foi transformado no Unicórnio Alado ThunderZord.
- Tigre Dentes-de-Sabre Dino Zord: Com certeza esse zord é um dos que têm mais habilidades. Com saltos muito altos, ele é pilotado por Trini e foi a escolha certa para a Ranger Amarela. Sua cauda pode formar um canhão que pode soltar diversos lasers. Quando esse zord é chamado por Trini, ele salta da floresta rapidamente. No Megazord formava a perna direita. Depois foi transformado no Grifo Amarelo Thunder Zord.
- Pterodáctilo Dino Zord: O Pterodáctilo DinoZord é o menor dos Dinozords e o único que pode voar. Pilotado por Kimberly, ele é uma versão de nave criada por Alpha. Pode soltar lasers de suas asas (os seus lasers são os mesmos do Tigre Dentes-de-Sabre DinoZord). No Megazord ele formava o peito que pode protegê-lo de diversos ataques. Depois foi transformado na Águia Thunder Zord.
- Dino Tanque: Quando todos os Dino Zords se unem, eles formam o Dino Tanque. Muito poderoso, pode fazer todos os Dino Zords soltarem Lasers de Proton. Ele é um tipo de Zord que ajuda na combinação do Megazord. Ele não usa o zord Pterodáctilo.
- Mega Zord: Quando os monstros de Rita crescem, nem o Dino Tanque pode detê-los. Então os Rangers devem fazer a combinação MegaZord. Ele é muito mais poderoso que o Dino Tanque. Pode chamar uma espada quando os Rangers falarem "Precisamos da Espada do Poder Agora". O Mastodonte deu a ele um escudo para poder se proteger. Seu aspecto lembra um guerreiro viquingue.
- Dragão Zord: Quando Tommy foi enfeitiçado por Rita, ela deu a ele o DragonZord. No começo tentou destruir os Dino Zords, mas depois se uniu aos Rangers juntamente a Tommy. Pode soltar mísseis de seus dedos e usar sua cauda como uma furadeira. Contém um tipo de cetro que usou várias vezes em suas batalhas. Pode se unir a alguns DinoZords para formar o Dragão Zord em modo de Batalha ou ao Megazord para formar o Mega Dragão Zord.
- Dragão Zord - Modo de Batalha: Essa é a Forma do Dragão Zord juntamente com o Tigre Dentes de Sabre, Triceratops e Mastodonte. Nessa Forma o DragãoZord pode ter muito mais poder de fogo. Muitas pessoas o confundem com o Mega Dragão Zord, porém são combinações completamente diferentes.
- Mega Dragão Zord: Quando o Dragão Zord se une aos outros Dino Zords (menos Titanus), ele pode formar o Mega Dragão Zord. Pode atacar usando a parte comandada por Tommy. Quando os Rangers unem suas forças, ele pode soltar um ataque com forma de S.
- Titanus: Esse Zord estava há muito tempo guardado em um Templo mágico o qual foi libertado por Jason e Tommy. Com a forma de um braquiossauro, ele é o Zord mais poderoso de todos pois ele pode soltar um super-ataque canhoneiro que pode destruir o inimigo em minutos. O único zord com poderes suficientes para destruir o poderoso Ciclope, o guerreiro mais poderoso de Rita. Não apareceu na 2ª temporada mas voltou na 3ª.
- Ultra Zord: Esse Zord é a junção de todos os Zords junto com o Titanus. Ele pode destruir qualquer inimigo rapidamente. Sua Arma Principal é um ataque em conjunto unindo a energia de todos os Zords. É seguramente o mais forte de todos os megazords.

### 2ª Temporada (Thunderzords)
- Thunder Megazord: Unindo todos os Thunder Zords se forma o Thunder Megazord. Esse Megazord vem juntamente com um Sabre que sempre é usado para destruir um Monstro de Zedd. É praticamente o Zord mais poderoso da temporada (sendo superado apenas pelo Thunder Ultrazord), pois é ele que aparece na maioria dos episódios para enfrentar os monstros e é ele que tem a maior diversidade de raios e poderes. Possui aspecto semelhante ao de um soldado romano.
  - Dragão Vermelho Thunder Zord: Esse Zord é o do Ranger Vermelho (Jason e Rocky). Para substituir o Tiranossauro Dino Zord, Zordon usou de sua energia para transformá-lo no Dragão Vermelho Thunder Zord. Esse é o único Thunder Zord que pode ter uma Forma de Batalha.
  - Leão Negro Thunder Zord: Esse Zord é o do Ranger Preto (Zack e Adam). Para substituir o Mastodonte Dino Zord, Zordon usou de sua energia para transformá-lo no Leão Negro Thunder Zord.
  - Unicórnio Thunder Zord: Esse Zord é o do Ranger Azul (Billy). Para substituir o Triceratops Dino Zord, Zordon usou de sua energia para transformá-lo no Unicórnio Thunder Zord.
  - Grifo Thunder Zord: Esse Zord é o da Ranger Amarela (Trini e Aisha). Para substituir o Tigre Dentes de Sabre Dino Zord, Zordon usou de sua energia para transformá-lo no Griffon Thunder Zord.
  - Águia Thunder Zord: Esse Zord é o Zord da Ranger Rosa (Kim). Para substituir o Pterodátilo Dino Zord, Zordon usou de sua energia para transformá-lo no Águia Thunder Zord.
- Tigre Zord: Esse é o novo Zord de Tommy, como o Ranger Branco. Esse Zord só pode ser ativado ao Comando de Saba, o sabre mágico. Esse Zord tem uma forma de batalha que de seu peito pode lançar bolas flamejantes.
- Mega Tigre Zord: Esse Megazord é a junção do Tigre Zord com o Unicórnio, Griffo, Leão e Águia. Com essa forma, a Águia Thunder Zord pode ser lançada e ser usada para um ataque poderoso (O Pássaro de Fogo). Ele foi usado poucas vezes apesar de ser muito poderoso e possuir ataques e defesas bem diferentes dos utilizados pelo Thunder Megazord e seus antecessores.
- Tor, o Zord de Transporte: Esse Zord em forma de tartaruga foi libertado Por Zordon para ajudar os Rangers. Ele é muito poderoso e tem a função de levar os Zords dos Rangers a qualquer lugar.
- Thunder Ultra Zord: Essa é junção de todos os Zords com o Tor. Ele é raramente usado e somente quando os Rangers estão em situação de emergência. Diferente de seu antecessor que atirava, o Thunder Ultrazord ataca voando e aterrissando contra seu inimigo para finalizar.

### 3ª Temporada
Os Thunderzords foram permanecidos até o episódio "Ninja Quest Part I" e na sequencia, foi sucedido pelos Ninjazords.

#### Ninjazords
- Ninja Megazord: Ele é a junção de todos os Ninja Zords (menos o Falcão). Pode golpear o inimigo com seus punhos usando o poder do Macaco Ninja e do Lobo Ninja. É o Megazord mais poderoso da temporada e um dos mais famosos da franquia por sua participação em Power Rangers O Filme onde lutou contra Ivan Ooze.
  - Macaco Ninja Zord: Esse é o Zord Ninja de Rocky dado por Ninjor. Ele tem duas espadas nas costas e um escudo protetor vermelho. Ele forma uma das mãos do Ninja Megazord.
  - Sapo Ninja Zord: Esse Zord é o Zord Ninja de Adam dado por Ninjor. Ele Tem dois ataques especiais: pode soltar mini sapos explosivos e pode soltar uma língua flamejante. Forma a parte inferior do Ninja Megazord.
  - Lobo Ninja Zord: Esse Zord é o Zord Ninja de Billy dado por Ninjor. Ele tem uma alta velocidade e assim pode soltar feixes de energia sem que o inimigo perceba que foi ele.
  - Urso Ninja Zord: Esse é o Zord Ninja de Aisha dado por Ninjor. Ele pode fazer terremotos só com o tocar de seus pés no chão.
  - Garça Ninja Zord: Esse é o Zord Ninja de Kimberly dado por Ninjor. Esse Zord pode soltar Lasers de suas Asas e um ataque com as asas. Kimberly o perde quando sua moeda foi roubada por Lord Zedd e Rita. O mesmo zord foi dado a Kat (2ª Ranger Rosa) nos episódios seguintes.
- Falcão Ninja Zord: Esse Zord foi dado a Tommy por Ninjor. Ele é o mais poderoso de todos os Ninja Zords. Pode soltar mísseis poderosos de suas asas e tem lasers nas asas também.
- Ninja Megazord - Modo Falcão: Ele é a junção do ninja Megazord e o Falcão Ninja Zord.

#### Shogunzords
Foram Zords legendários que ficaram escondidos por milênios e encontrados por Lord Zedd e seus capangas que tentaram reativá-los e usá-los contra os Power Rangers, porém os Rangers conseguiram ativar o controle dos Zords antes dos inimigos e assim adquirindo seus poderes, nessa fase, Lord Zedd havia capturado o Falcão Zord, os Ninja Zords diferentes de seus antecessores eram desativados caso um deles não estivesse presente, e os Rangers estavam temporariamente sem zords, os Shogunzords acabaram servindo de início como um quebra-galho enquanto os Power Rangers tentavam recuperar os zords originais. Eles se mostraram bem úteis pois cada Ranger tinha seu módulo de combate próprio!
- Shogun Megazord: Essa é a forma Megazord dos Shogun Zords, ele é enorme, um pouco maior do que o próprio Ninja Megazord, apesar de não ser tão poderoso quanto o mesmo, o Shogun Megazord é um tanto quanto lento, desajeitado e sem tantas variedades de ataques, porém ele possuía um sabre de fogo usado nas situações de emergência que era uma das armas Megazords mais poderosas de todos os tempos! Além disso mais tarde descobriram que ele podia se fundir ao Falcão Zord se tornando um Megazord ainda mais poderoso!

#### União dos zords Ninja e Shogun
- Shogun Megazord Modo Falcão: Esse Megazord é a junção dos Shogun Zords com o Falcão Zord.
- Titanus: Esse Zord estava há muito tempo guardado em um templo mágico o qual foi libertado por Jason e Tommy na primeira temporada. É o zord mais poderoso de todos, pois ele pode soltar um super-ataque canhoneiro que pode destruir o inimigo em minutos. Agora ele é libertado novamente para ajudar os Rangers. E, como na primeira temporada, nessa temporada ele teve de destruir Discórdia, o monstro mais poderoso da temporada.
- Ninja Ultrazord: Essa é a junção dos Ninja Zords com o Titanus.
- Shogun Ultrazord: Essa é a junção dos Shogun Zords com o Titanus.

## Exibição lusófona

### Brasil
Exibido inicialmente na sessão da "Fox Kids" do canal pago Fox em 1993, teve boa audiência e assim fora exibido na Rede Globo durante o programa TV Colosso. No mesmo auge da série, foram produzidos brinquedos, fantasias, grifes que levam o nome da série, e um disco lançado em português. A série teve também seu próprio bloco aos Sábados e depois foi passado para os Domingos, até que em 1996, a emissora passava a exibir pela primeira vez, a terceira temporada que foi ao ar aos domingos, ainda assim só foram exibidos 30% dos episódios da série não chegando nem na metade. Em 1999, a série voltou a ser exibida nas madrugadas onde novamente reprisou a terceira temporada, dessa vez mais episódios foram exibidos (apesar de não todos). E em 2001, foi reexibido no Festival de Desenhos, a reexibição da série foi cancelada pela emissora durante a segunda temporada e foi substituída por outra saga de Power Rangers. Entre 2004 e 2007, a Jetix adquiriu todas as temporadas e as exibiu na Geração Power Rangers aos Sábados e Domingos, logo após Power Rangers: Turbo, a série foi exibida de Segunda a Sexta. Em 2010, era exibida pela TV Diário no programa Algodão Doce e Ulbra TV pelo bloco Sessão Galerinha. Como a Band tem adquirido os direitos da série (exceto algumas temporadas que ainda estão com a Rede Globo), a emissora começou a transmitir no dia 07 de Novembro de 2011 e foi substituído por Power Rangers: RPM, por causa da reexibição da segunda emissora. Em 2016 o serviço de streaming Netflix exibiu a temporada da serie, somente entre a 1 a 4 temporada, e teve uma boa audiência incorporado no formato HDTV.

### Portugal
Em Portugal, a série foi originalmente transmitida pela SIC na década de 1990, estreando no canal a 12 de novembro de 1994.
Entre 1995 e 1997, a PolyGram Video editou 29 episódios em VHS, divididos em 14 volumes.

## Versões lusófonas

### Português europeu

#### Dobragem
A dobragem da série foi realizada nos estúdios da Nacional Filmes.